# Křtěnov
Křtěnov je obec v okrese Blansko v Jihomoravském kraji. Jde o krátkou řadovou obec při Olešnickém potoku, která leží u silnice z Olešnice do Hodonína. Žije zde 213 obyvatel.

## Název
Název obce je český – slovo původně znamená pokřtěné místo.

## Historie

### Starší historie
Kdy a kým byla obec založena, není známo. J. Višinka v dějinách Olešnice se domnívá, že jméno Kčenov, Křtěnov a podobně vzniklo podle zakladatele obce a bylo několikráte měněno (až v roce 1926 bylo Kčenovu nařízeno užívat jméno nynější, ačkoli proti tomu tehdejší obecní zastupitelstvo protestovalo).
V polovině 11. století byl na území mezi Litomyšlí a Černou Horou hustý prales a v něm se kromě jiných újezdů nacházel i újezd olešnický, tj. olešnická Moravská Strana. Město Olešnice bylo založeno ve druhé polovině 13. století. Dříve byl založen Crhov nebo s určitostí crhovská tvrz, protože crhovský katastr sahá až po samou Olešnici a taktéž až po Křtěnov, kde katastrální hranici tvoří Olešnický potok. Loucký, neboli panský dvůr si zabral lepší pozemky až po samou Olešnici a mezi olešnickým a prosetínským katastrem. Západně od Olešnického potoka, na stávajícím místě, byla založena zdejší malá obec. Mohlo tomu být koncem 13. století.
Obec byla hned z počátku rozdělena na 10 půllánových zemědělských usedlostí a 4 čtvrtláníky nebo podsedky. Historické zprávy však pochází až z 15. století, první z roku 1447 (super (...) Krzstyenow), kdy Jan z Pernštejna napsal své manželce Bohunce kromě jiných okolních obcí i tuto obec. Dále je známo, že v roce 1482 Vilém a Vratislav z Pernštejna propustili poddaným ve vsi Kčenov právo odůmrtí. O čtyři roky později pánové z Pernštejna získali zboží hradu Louka. S hradem byl spojen i Kčenov a tím se dostal ke kunštátskému panství stejně jako Olešnice. V roce 1500 byl Kčenov osvobozen od čepování panského vína a v roce 1515 od bezplatného vožení panských ryb.
Další záznamy o Křtěnově pochází až z doby po třicetileté válce, z let 1656 až 1678. Jsou to záznamy zapsané hrabětem z Lamberka, Fridrichem Kašparem, panujícím na Kunštátě. Byly pořízeny za účelem zavedení či utužení roboty. Uvádí ve Křtěnově 15 poddaných, 10 pololáníků, 1 čtvrtláník a 4 podsedníci. V té době už byla obec očíslována a stálo zde 24 chalup. Hospoda č. 21, mlýn č. 22 i mlýn Podhrázský č. 23 byly panské. Počet obyvatel Křtěnova z té doby není znám, ale je zřejmé že jich bylo velmi málo. Plné osídlení Křtěnova je až po roce 1680.

### 20. století
Období do druhé světové války se vyznačovalo snahou o zvyšování kulturní a životní úrovně. Hasičský sbor byl založen již před první světovou válkou, 1. dubna 1898, regulace potoka byla provedena v roce 1931 stejně jako elektrifikace.
Rok 1938 se vyznačoval odhodláním bránit svou vlast. Obětí nacismu v období prvního stanného práva se v obci stal člen požárního sboru mlynář na Podhrázském mlýně Vilém Tocháček. Dne 28. září 1941 byl ve Křtěnově brněnským gestapem zatčen. Byl uvězněn v Brně v Kounicových kolejích a třetí den na tamějším popravišti popraven. Průběh celé války je popsán ve křtěnovské kronice.
V roce 1948 komunisté v Československu násilím uchopili moc a nastolili podle Sovětského svazu další totalitu, komunistickou. Lidé byli zavíráni většinou za podezření z vlastizrady a udělovaly se exemplárně vysoké tresty. Soudy ztratily nezávislost a strana, jak bylo v případě křtěnovských občanů prokázáno, navrhovala i výši trestu. Toto běsnění postihlo v letech 1952–1953 také Křtěnov, a to pro výstrahu celého okolí. Začátkem roku 1952 byl do obce nasazen konfident a pomocí něho bylo dne 8. února 1953 zatčeno 11 nevinných mužů z obce. Tři z nich byli souzeni veřejným soudem v olešnické sokolovně jako největší zločinci národa a jenom o vlásek unikli trestu nejvyššímu, trestu smrti.
Po 40 letech vlády komunistické totality přišla v listopadu 1989 sametová revoluce. V roce 1991–1993 došlo k plné rehabilitaci odsouzených. Strůjci procesu však potrestáni nebyli.

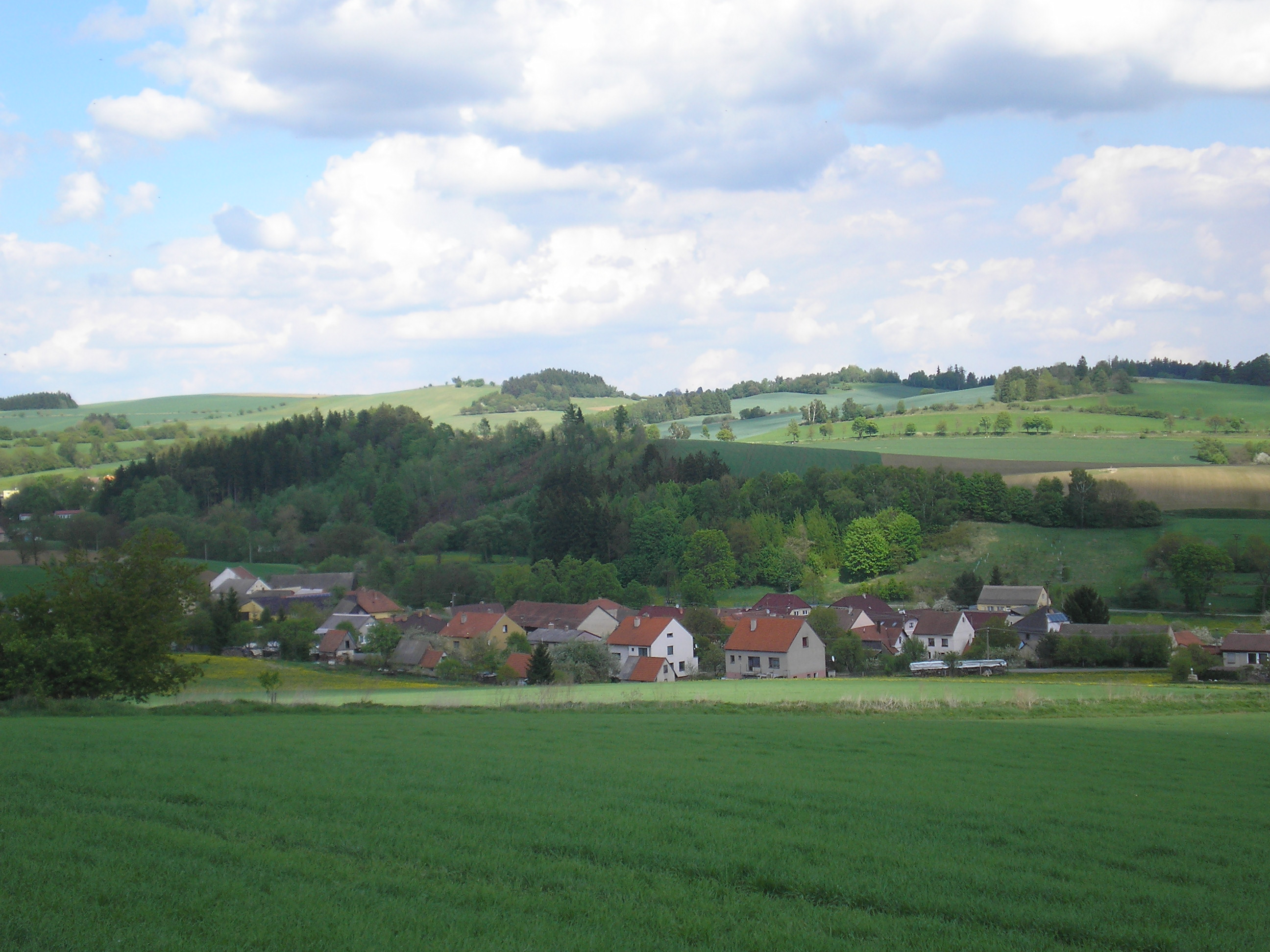
Křtěnov, pohled – Bartošův kopec

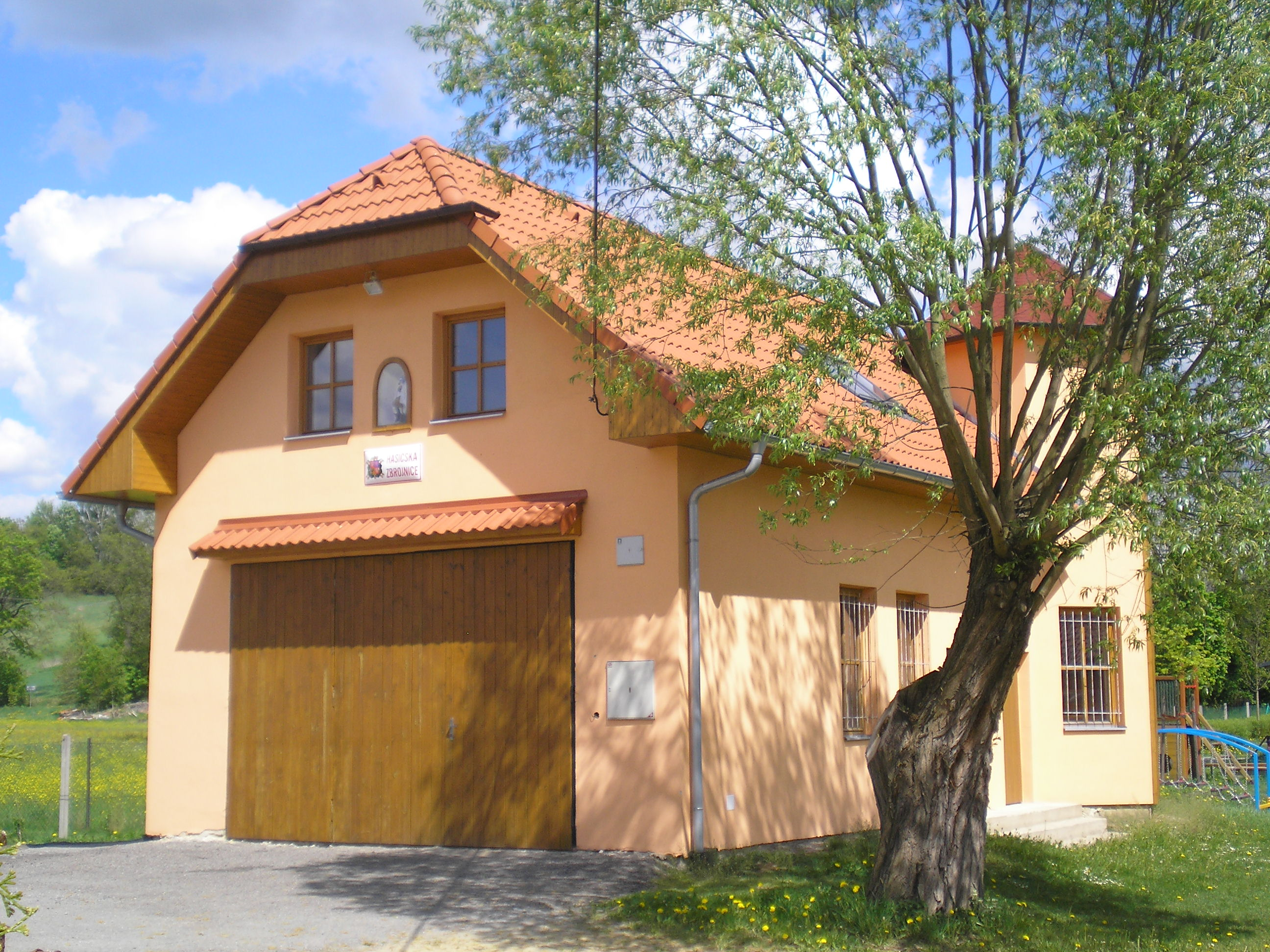
Hasičská zbrojnice

## Obyvatelstvo
| Rok            | 1869 | 1880 | 1890 | 1900 | 1910 | 1921 | 1930 | 1950 | 1961 | 1970 | 1980 | 1991 | 2001 | 2011 | 2021 |
| -------------- | ---- | ---- | ---- | ---- | ---- | ---- | ---- | ---- | ---- | ---- | ---- | ---- | ---- | ---- | ---- |
| Počet obyvatel | 277  | 288  | 305  | 299  | 292  | 308  | 260  | 218  | 209  | 217  | 180  | 205  | 211  | 225  | 196  |
| Počet domů     | 40   | 43   | 43   | 43   | 44   | 46   | 46   | 48   | 45   | 47   | 40   | 55   | 62   | 61   | 74   |

## Obecní správa
Mezi lety 1869–1989 Křtěnov byl obcí v okrese Boskovice (1869–1950) a později v okrese Blansko. Od 1. července 1989 do 30. června 1990 patřil jako část města k Olešnici a od 1. července 1990 je opět samostatnou obcí.

### Starostové a předsedové MNV obce
1. 1897–1900 Doskočil Josef
2. 1900–1912 Kintr Jan
3. 1912–1933 Fučík Vincenc
4. 1933 Procházka Karel
5. 1933–1945 Šafařík Dominik
6. 1945 Kintr Jan
7. 1945–1954 Doskočil František
8. 1954–1964 Fučík František
9. 1964–1966 Leopold Adolf
10. 1966–1971 Procházka František
11. 1971–1977 Čupr Josef

Dne 1. 8. 1977 provedeno sloučení s obcí Olešnicí, což znamenalo konec samostatnosti a největší úpadek obce. Od listopadu 1990 byla samostatnost obce obnovena.
1. 1990–2002 Procházka Emil
2. 2002–2014 Miroslav Doskočil
3. od 2014 Pavel Bartoš

### Obecní symboly
Znak a vlajka byly obci uděleny rozhodnutím předsedy Poslanecké sněmovny Parlamentu České republiky dne 7. října 2003. Hlavní figurou uplatněnou na znaku obce se stala labuť z erbu Rožnovských ze Křtěnova. Modrá dominantní barva připomíná Podhrázský rybník. Zubří hlava připomíná někdejší významnou feudální vrchnost – pány z Pernštejna. Návrhy praporu většinou opakují figury z návrhů obecního znaku, barva praporu opět připomíná barvu praporce pánů z Pernštejna.

## Významní rodáci
- P. Emanuel Tocháček (1889–1973), katolický duchovní a včelařský odborník